# ペンギン物語〜きらきら石のゆくえ〜
『ペンギン物語〜きらきら石のゆくえ〜』（原題：The Pebble and the Penguin）は、1995年4月11日公開のアメリカ映画。フルアニメのミュージカル映画。この映画は、南極大陸に暮らす一羽のアデリーペンギンが交尾の儀式にいたるまでを描いている。日本における日本語字幕スーパー版でのビデオタイトルは『ペンギン物語』。そのため、日本語字幕スーパー版の歌詞は、日本語吹き替え版とは異なる。
本作（北米以外の地域）は元々ワーナー・ブラザース映画が配給していたが、後に20世紀フォックス（現：20世紀スタジオ）が権利を取得。更に同社がウォルト・ディズニー・カンパニーに買収されたため、2024年現在は同社が権利を有しているものの、日本では20世紀フォックス（現：20世紀スタジオ）が権利を取得しておらず、同社がウォルト・ディズニー・カンパニーに買収されていない。そのため、北米の地域と同様、本作における日本での提供（字幕版）は、アマゾンジャパン（Amazon MGMスタジオ（メトロ・ゴールドウィン・メイヤー））が担当している。

## キャスト
| 役名       | オリジナル英語版     | 日本語吹き替え版                                                                            |
| ---------- | -------------------- | ------------------------------------------------------------------------------------------- |
| ヒュービー | マーティン・ショート | 石原慎一                                                                                    |
| マリーナ   | アニー・ゴールデン   | 引田有美                                                                                    |
| ロッコ     | ジェームズ・ベルーシ | 屋良有作                                                                                    |
| ドレイク   | ティム・カリー       | 壤晴彦                                                                                      |
| ナレーター | シャニ・ウォーリス   | 来宮良子                                                                                    |
| その他     |                      | 高乃麗 神代知衣 吉田小南美 田野めぐみ 伊藤栄次 松岡洋子 一城みゆ希 島田敏 龍田直樹 山野井仁 |

## 日本語字幕
- 石田泰子

## 日本語版制作スタッフ
- プロデューサー：貴島久祐子（ワーナー・ホーム・ビデオ）
- 台詞演出：中野洋志
- 音楽演出：田島浩二
- 翻訳：小寺陽子
- 調整：平野延平
- 日本語版制作：ワーナー・ホーム・ビデオ／ACクリエイト株式会社